# L'Affaire du testament disparu (téléfilm)
Pour les articles homonymes, voir The Case of the Missing Will.
Pour la nouvelle, voir L'Énigme du testament de M. Marsh.
L'Affaire du testament disparu (The Case of the Missing Will) est un téléfilm britannique de la série télévisée Hercule Poirot, réalisé par John Bruce, sur un scénario de Douglas Watkinson, d'après la nouvelle L'Énigme du testament de M. Marsh d'Agatha Christie. Le scénario est cependant relativement éloigné de l'intrigue de la nouvelle.
Ce téléfilm, qui constitue le 37e épisode de la série, a été diffusé pour la première fois le 7 février 1993 sur le réseau d'ITV.

## Intrigue
Il y a 10 ans, Andrew Marsh annonçait le contenu de son testament dont un des points importants était que, dans sa misogynie, il ne laissait rien à sa pupille, Violet. Aujourd'hui, fier de ce qu'elle est devenue, il change d'avis et veut faire d'elle son unique héritière. Un soir, il fait part à Poirot de son souhait ainsi que celui de faire de lui son exécuteur testamentaire. Mais il est tué avant d'avoir pu faire la modification testamentaire.

## Fiche technique
- Titre français : L'Affaire du testament disparu
- Titre original : The Case of the Missing Will
- Réalisation : John Bruce
- Scénario : Douglas Watkinson, d'après la nouvelle L'Énigme du testament de M. Marsh (1923) d'Agatha Christie
- Décors : Rob Harris
- Costumes : Barbara Kronig
- Photographie : Chris O'Dell
- Montage : Derek Bain
- Musique originale : Christopher Gunning
- Casting : Rebecca Howard et Kate Day
- Production : Brian Eastman
  - Production déléguée : Nick Elliott
- Sociétés de production : Carnival Films, London Weekend Television
- Durée : 50 minutes
- Pays d'origine :  Royaume-Uni
- Langue originale : Anglais
- Genre : Policier
- Ordre dans la série : 37e - (4e épisode de la saison 5)
- Première diffusion :
  -  Royaume-Uni : 7 février 1993 sur le réseau d'ITV

## Distribution
- David Suchet (VF : Roger Carel) : Hercule Poirot
- Hugh Fraser (VF : Jean Roche) : Capitaine Arthur Hastings
- Philip Jackson (VF : Claude d'Yd) : Inspecteur-chef James Japp
- Pauline Moran (VF : Laure Santana) : Miss Felicity Lemon
- Beth Goddard (VF : Céline Monsarrat) : Violet Wilson
- Rowena Cooper : Sarah Siddaway
- Richard Durden : Dr Pritchard
- Mark Kingston (VF : Jacques Thébault) : Andrew Marsh
- Susan Tracy : Phyllida Campion
- Gillian Hanna : Margaret Baker
- Terrence Hardiman : John Siddaway
- Jon Laurimore : le sergent Walter Baker
- Edward Atterton : Robert Siddaway
- Neil Stuke : Peter Baker
- Stephen Oxley : le docteur
- Scott Cleverdon : le président du débat
- George Beach : un diplômé
- Simon Owen : Robert (enfant)
- Glen Mead : Peter (enfant)
- Stephanie Thwaites : Violet (enfant)